# Sân vận động bóng đá TEDA
Sân vận động bóng đá TEDA (tiếng Trung: 泰达足球场) là một sân vận động bóng đá ở Thiên Tân, Trung Quốc. Đây là sân nhà của Câu lạc bộ bóng đá Thiên Tân Tân Môn Hổ. Sân vận động này có sức chứa 37.450 người và được xây dựng vào năm 2004. Sân vận động nằm trong Khu vực phát triển kinh tế-công nghệ Thiên Tân (TEDA). Sân được thiết kế bởi Peddle Thorp Architects, một công ty kiến trúc của Úc.

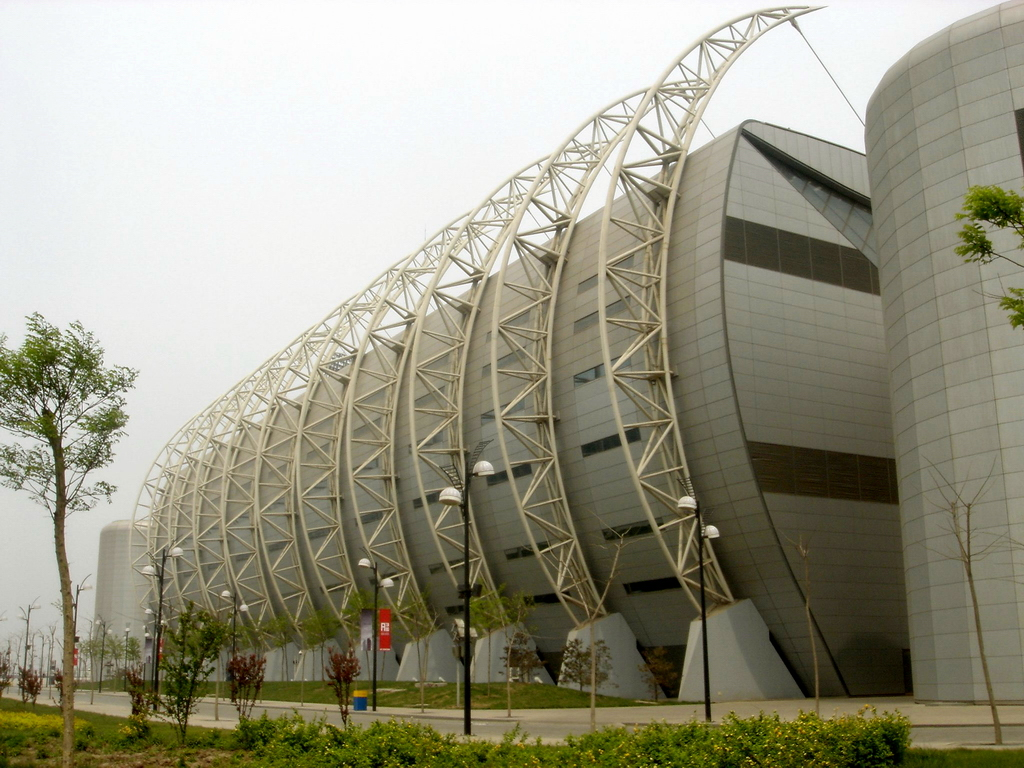
Sân vận động bóng đá TEDA